# Cantonul Meylan
Cantonul Meylan este un canton din arondismentul Grenoble, departamentul Isère, regiunea Rhône-Alpes, Franța.

## Comune
- Corenc
- Meylan (reședință)
- Le Sappey-en-Chartreuse
- La Tronche